# Hästjaure
Hästjaure är en sjö i Jokkmokks kommun i Lappland och ingår i Luleälvens huvudavrinningsområde. Sjön har en area på 0,0639 kvadratkilometer och ligger 260,4 meter över havet.

## Delavrinningsområde
Hästjaure ingår i det delavrinningsområde (740317-167085) som SMHI kallar för Utloppet av Vajkijaure. Medelhöjden är 281 meter över havet och ytan är 97,92 kvadratkilometer. Räknas de 480 avrinningsområdena uppströms in blir den ackumulerade arean 9 132,7 kvadratkilometer. Lilla Luleälven (Tarraätno) som avvattnar avrinningsområdet har biflödesordning 2, vilket innebär att vattnet flödar genom totalt 2 vattendrag innan det når havet efter 180 kilometer. Avrinningsområdet består mestadels av skog (61 procent). Avrinningsområdet har 27,35 kvadratkilometer vattenytor vilket ger det en sjöprocent på 27,9 procent.